# Décès en février 1996
Décès
- 1992
- 1993
- 1994
- 1995
- 1996
- 1997
- 1998
- 1999
- 2000

Pour une information complémentaire, voir la page d'aide.

| Date        | Nom                          | Activités                                                                                         | Âge | Source |
| ----------- | ---------------------------- | ------------------------------------------------------------------------------------------------- | --- | ------ |
| 1er février | Kevin Williams               | joueur de football américain                                                                      | 31  |        |
| 1er février | Benjamin Brown               | athlète américain. Médaillé d’or aux 4 x 400 mètres lors des Jeux olympiques de Montréal en 1976. | 42  |        |
| 2 février   | André Viot                   | syndicaliste et journaliste français                                                              | ?   |        |
| 2 février   | Florentina Mosora            | Biophysicienne roumaine                                                                           | 56  |        |
| 2 février   | Julian Samora (en)           | sociologue américain.                                                                             | 75  |        |
| 2 février   | Roy McIntyre                 | chimiste américain. Il mit au point le styro-mousse                                               | 75  |        |
| 2 février   | Gene Kelly                   | acteur et chorégraphe américain.                                                                  | 83  |        |
| 2 février   | Mgr Bernard Hubert           | évêque québécois de Saint-Jean-sur-le-Richelieu                                                   | 66  |        |
| 2 février   | Shamus Culhane               | animateur américain                                                                               | 87  |        |
| 2 février   | Müfide İlhan                 | femme politique turque                                                                            | 84  |        |
| 3 février   | East                         | rappeur français                                                                                  | 27  |        |
| 3 février   | Audrey Meadows               | actrice américaine                                                                                | 71  |        |
| 3 février   | Broderick Haldane (en)       | photographe mondain britannique                                                                   | 83  |        |
| 3 février   | Paul Blouin                  | réalisateur québécois                                                                             | 70  |        |
| 4 février   | Russell Colley (en)          | ingénieur américain, créateur de la combinaison spatiale pour les missions Mercury                | 97  |        |
| 5 février   | Loret Miller Ruppe (en)      | ambassadeur américain.                                                                            | 60  |        |
| 5 février   | Antonio Ruiz Soler (en)      | danseur et chorégraphe espagnol                                                                   | 74  |        |
| 5 février   | Hideo Oguni                  | scénariste japonais                                                                               | ?   |        |
| 5 février   | Magnus (Roberto Raviola)     | dessinateur de BD italien                                                                         | 56  |        |
| 5 février   | Gianandrea Gavazzeni         | chef d’orchestre italien                                                                          | 87  |        |
| 5 février   | Manolo Fabregas              | acteur et réalisateur mexicain                                                                    | 75  |        |
| 5 février   | Alan Dawson                  | batteur américain.                                                                                | 71  |        |
| 6 février   | Guy Madison                  | acteur américain                                                                                  | 74  |        |
| 6 février   | Deborah Henry                | danseuse américaine                                                                               | 44  |        |
| 7 février   | Barbara Hamilton             | actrice canadienne                                                                                | 69  |        |
| 7 février   | Isaiah Kehinde Dairo         | compositeur nigérian                                                                              | 66  |        |
| 7 février   | Lydia Tchoukovskaïa          | essayiste et romancière russe                                                                     | 68  |        |
| 8 février   | Mgr Derek Worlock            | archevêque de Liverpool                                                                           | 76  |        |
| 8 février   | Geneviève Picon              | historienne de l’art française                                                                    | ?   |        |
| 8 février   | Roy Seymour Minter           | auteur canadien.                                                                                  | ?   |        |
| 8 février   | Phyllis Marshall             | chanteuse et actrice canadienne                                                                   | ?   |        |
| 8 février   | Robert Leray                 | acteur français                                                                                   | 88  |        |
| 8 février   | Bruno Hussar                 | religieux catholique franco-israélien                                                             | ?   |        |
| 8 février   | Joy Healey                   | danseuse américaine                                                                               | 66  |        |
| 8 février   | Del Ennis (en)               | joueur de baseball américain                                                                      | 70  |        |
| 8 février   | Mercer Ellington             | compositeur et trompettiste de jazz américain                                                     | 76  |        |
| 8 février   | Jean-Julien Bourgault        | sculpteur québécois                                                                               | 85  |        |
| 9 février   | Yun Tchi Young               | maire de Séoul                                                                                    | ?   |        |
| 9 février   | Paul Williams Thompson       | homme d’affaires américain                                                                        | ?   |        |
| 9 février   | Gerald Savory (en)           | dramaturge britannique                                                                            | 86  |        |
| 9 février   | Henri Léopold Masson         | artiste peintre canadien                                                                          | 89  |        |
| 9 février   | Alceo Galliera               | chef d’orchestre italien                                                                          | 85  |        |
| 9 février   | Adolph Gallant               | pilote allemand                                                                                   | ?   |        |
| 10 février  | Oleg Vassiliévitch Volkov    | écrivain russe                                                                                    | 96  |        |
| 10 février  | Roland Simounet              | architecte français                                                                               | ?   |        |
| 10 février  | Klaus-Dieter Seehaus         | footballeur allemand qui a pratiqué son sport en Allemagne de l'Est                               | 53  |        |
| 11 février  | Olle Åhlund                  | footballeur suédois                                                                               | 75  |        |
| 11 février  | Pierre Verger                | ethnologue et photographe français                                                                | 93  |        |
| 11 février  | Ryōtarō Shiba                | romancier japonais                                                                                | ?   |        |
| 11 février  | Bob Shaw                     | romancier irlandais de science-fiction                                                            | 64  |        |
| 11 février  | Amelia Rosselli              | poète italienne                                                                                   | ?   |        |
| 11 février  | Phil Regan                   | chanteur et acteur américain                                                                      | 89  |        |
| 11 février  | Charles William Oatley       | scientifique britannique                                                                          | 92  |        |
| 11 février  | William Claxton              | réalisateur américain                                                                             | 81  |        |
| 13 février  | Jean Pérus                   | homme de lettres français                                                                         | ?   |        |
| 13 février  | Charles Conerly              | joueur de football américain                                                                      | 74  |        |
| 13 février  | Martin Balsam                | acteur américain. Oscar en 1966 et 1970                                                           | 76  |        |
| 14 février  | Bob Paisley                  | footballeur puis entraîneur britannique                                                           | 77  |        |
| 14 février  | Barthélémy Ohouens           | militaire et homme politique béninois                                                             | 65  |        |
| 14 février  | Louis Finot                  | footballeur international français                                                                | 86  |        |
| 14 février  | Eva Miriam Hart              | une des dernières survivantes du naufrage du Titanic.                                             | 93  |        |
| 14 février  | Jacques Couëlle              | architecte français                                                                               | ?   |        |
| 15 février  | Francisco Tomas y Valente    | juge espagnol                                                                                     | ?   |        |
| 15 février  | Brunó Straub                 | homme politique hongrois                                                                          | 82  |        |
| 15 février  | McLean Stevenson             | acteur américain                                                                                  | 66  |        |
| 15 février  | Henri Simonet                | homme politique belge                                                                             | 64  |        |
| 15 février  | Tommy Rettig                 | acteur américain                                                                                  | 54  |        |
| 15 février  | Roswell Gilpatric (en)       | homme d’affaires américain                                                                        | ?   |        |
| 15 février  | Lady Caroline Blackwood (en) | romancière britannique                                                                            | 65  |        |
| 15 février  | Lucio Agostini (en)          | compositeur canadien                                                                              | 82  |        |
| 16 février  | Roger Bowen                  | acteur américain                                                                                  | 63  |        |
| 16 février  | Gérard Spitzer               | officier de l’armée français                                                                      | ?   |        |
| 16 février  | Brownie McGhee               | guitariste et compositeur de blues américain                                                      | 80  |        |
| 16 février  | Edmund G. Brown              | homme politique américain                                                                         | 60  |        |
| 17 février  | Nikolaï Starostin (en)       | footballeur russe                                                                                 | ?   |        |
| 17 février  | Jean-Marie Massie            | journaliste québécois.                                                                            | ?   |        |
| 17 février  | Alberto Bruni Tedeschi       | compositeur italien                                                                               | ?   |        |
| 17 février  | Hervé Bazin                  | romancier français.                                                                               | 85  |        |
| 18 février  | Jack Thieuloy                | romancier français                                                                                | ?   |        |
| 18 février  | Nicholas Beriozoff           | danseur et chorégraphe lituanien.                                                                 | 85  |        |
| 19 février  | Guy Eaden Shewell            | entomologiste canadien.                                                                           | 83  |        |
| 19 février  | Grant Sawyer                 | homme politique américain. Ancien gouverneur du Nevada de 1959 à 1967.                            | 77  |        |
| 19 février  | Patrice Sanahujas            | dessinateur français                                                                              | 44  |        |
| 19 février  | Dorothy Leigh Manor          | soprano américain                                                                                 | 85  |        |
| 19 février  | Ernest Charles Manning       | homme politique canadien. Premier ministre du Manitoba de 1943 à 1968                             | 87  |        |
| 19 février  | Rémi Darne                   | journaliste français.                                                                             | ?   |        |
| 20 février  | Charles O. Finley (en)       | propriétaire américain d’équipes de baseball                                                      | 77  |        |
| 20 février  | Élisabeth Barbier            | romancière française                                                                              | 85  |        |
| 20 février  | Solomon E. Asch              | psychologue américain                                                                             | 88  |        |
| 21 février  | Roger Rudigoz                | romancier français                                                                                | 74  |        |
| 21 février  | Morton Gould                 | compositeur et chef d’orchestre américain                                                         | 82  |        |
| 21 février  | H.I. Gold                    | éditeur américain                                                                                 | 81  |        |
| 22 février  | Joseph W. Barr               | Secrétaire du Trésor américain de 1968 à 1969.                                                    | 77  |        |
| 22 février  | Pierre Roussel               | peintre et judoka français                                                                        | 68  |        |
| 22 février  | Helmut Schön                 | footballeur allemand.                                                                             | 80  |        |
| 23 février  | Billy Lotheridge             | joueur américain de football américain                                                            | 54  |        |
| 23 février  | Hussein Kamel al-Majid       | officier de l’armée irakienne. Gendre de Saddam Hussein.                                          | 41  |        |
| 23 février  | Saddam Kamel                 | officier de l’armée irakienne. Gendre de Saddam Hussein.                                          | 35  |        |
| 24 février  | Dorothy Porter               | danseuse américaine                                                                               | 89  |        |
| 24 février  | Anna Larina                  | veuve de Nikolaï Boukharine                                                                       | 82  |        |
| 24 février  | Akram Hourani                | homme politique syrien                                                                            | 84  |        |
| 25 février  | Haing S. Ngor                | acteur américain. Oscar en 1984.                                                                  | 45  |        |
| 25 février  | Elvy Lissiak                 | actrice italienne                                                                                 | ?   |        |
| 25 février  | Vehbi Koç                    | magnat industriel turc                                                                            | 95  |        |
| 25 février  | Jeanine Bonvoisin            | politicienne française                                                                            | ?   |        |
| 25 février  | Caio Fernando Abreu          | romancier, scénariste et journaliste brésilien                                                    | 48  |        |
| 26 février  | Georges Atlas                | acteur français                                                                                   | 69  |        |
| 27 février  | Pat Smythe                   | Cavalière britannique                                                                             | 67  |        |
| 27 février  | George Iain Murray           | 10e duc d'Atholl                                                                                  | 64  |        |
| 27 février  | Robert Kühner                | mycologue français                                                                                | 92  |        |
| 27 février  | Vic Janowicz (en)            | joueur américain de football américain                                                            | 66  |        |
| 27 février  | Sarah Paffrey Danzig         | joueuse de tennis américaine.                                                                     | 83  |        |
| 27 février  | François Chaumette           | acteur français                                                                                   | 72  |        |
| 28 février  | George Campbell Tinning (en) | peintre canadien                                                                                  | ?   |        |
| 28 février  | Maximilien Rubel             | philosophe français                                                                               | ?   |        |
| 29 février  | James Sinclair Ross (en)     | écrivain canadien                                                                                 | 88  |        |
| 29 février  | Shams Pahlavi                | sœur du shah d’Iran                                                                               | ?   |        |
| 29 février  | {Robert O'Driscoll           | universitaire au Canada                                                                           | ?   |        |
| 29 février  | Wes Farrell (en)             | parolier américain.                                                                               | 56  |        |